# Oblastní rada Emek Chefer
Oblastní rada Emek Chefer (hebrejsky מועצה אזורית עמק חפר, Mo'aca ezorit Emek Chefer, doslova „Oblastní rada Cheferské údolí“) je oblastní rada v Centrálním distriktu v Izraeli.
Nachází se v hustě osídlené a zemědělsky intenzivně využívané pobřežní planině mezi městy Chadera a Netanja, a dále v prostoru odtud k východu, směrem kZelené linii.

## Dějiny

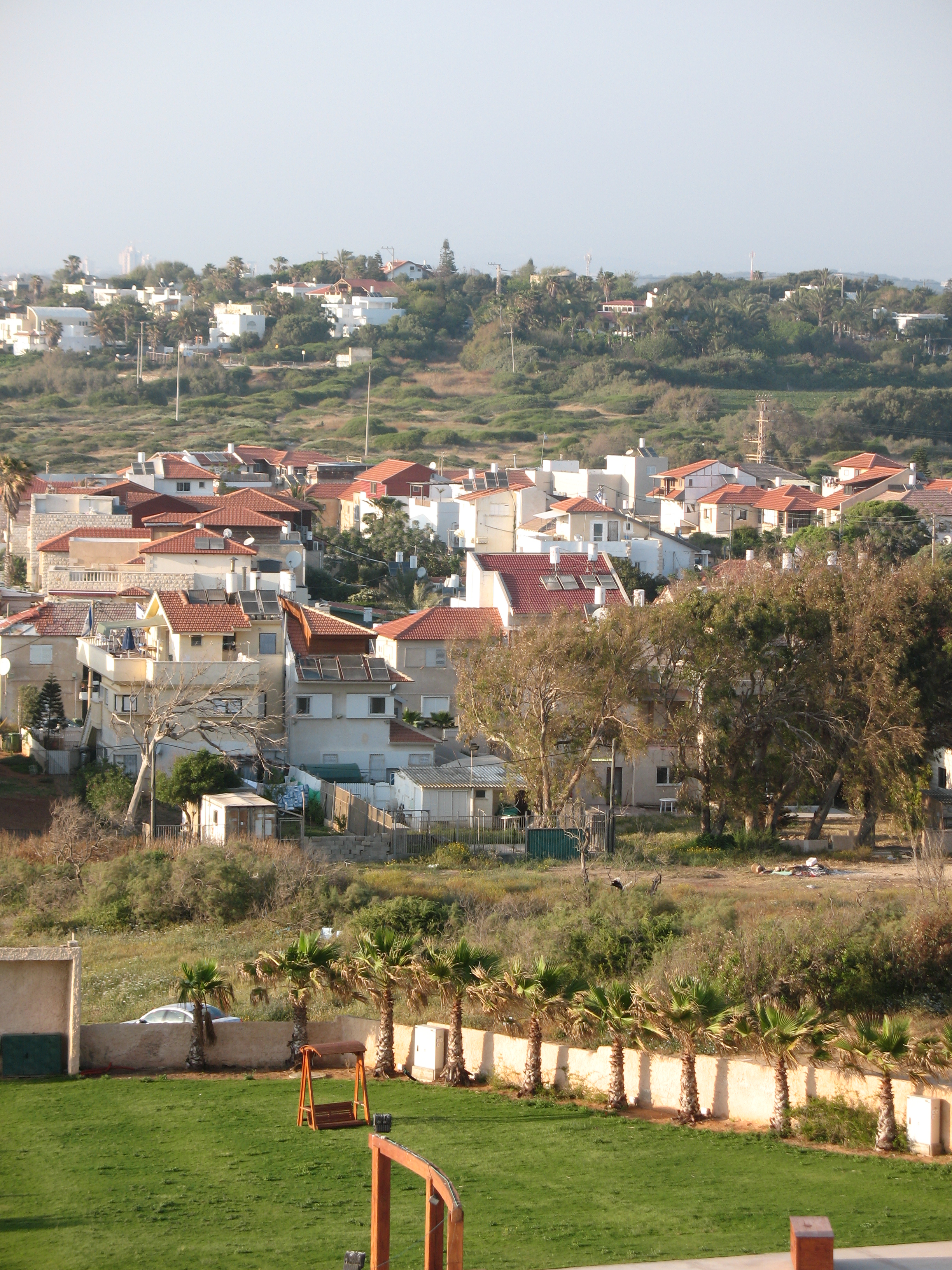
Vesnice Šošanat ha-Amakim

Novověké židovské osídlení v této oblasti začalo vznikat již za mandátní Palestiny. V roce 1927 získal pozemky v Cheferském údolí do židovského vlastnictví Jehošua Chankin. Potřebné peníze na jejich výkup poskytl Židovský národní fond a židovská obec v kanadském Winnipegu.
Do té doby šlo o spíše řídce osídlený region s četnými močály nazývaný Araby Vádí Havarit. Náhlý příliv židovských osadníků vedl již v roce 1933 ke konfliktu mezi nimi a arabskými beduínskými pastevci, kteří zdejší pozemky do té doby obývali. 22. února 1933 byl při potyčkách mezi oběma skupinami zabit jeden židovský strážce. Následoval arabský kongres v Jeruzalému, na kterém byla mandátní správa vyzvána, aby zamezila prodeji půdy Židům. V červnu 1933 ovšem byl spor o půdu ve Vádí Havarit neboli Emek Chefer rozhodnut soudem, který uznal židovské vlastnictví zdejší půdy za legální. Následoval odchod beduínů, kteří byli vytlačeni z užívání místních pozemků.
První židovskou osadou zde byl Ejn ha-Choreš roku 1931, ale hlavní osidlovací vlnu odstartoval vznik vesnice Kfar Vitkin (založena roku 1933). Oblastní rada Emek Chefer vznikla roku 1940 coby první oblastní rada v tehdejší mandátní Palestině. Pojmenována je podle biblického regionu „Země cheferská“, který se tu nacházel a je připomínán v První knize královské 4,10
Sídelní síť byla dotvořena po vzniku státu Izrael, tedy po roce 1948. Během války za nezávislost v roce 1948 opustila zároveň pobřežní nížinu zbylá arabská populace. V 90. letech 20. století byla na východním okraji regionu, těsně na dotyku se Zelenou linií, zbudována v rámci programu Jišuvej ha-Kochavim osada Bat Chefer coby lidnaté sídlo městského charakteru.
Sídlo úřadů oblastní rady leží v komplexu na okraji vesnice Kfar Monaš. Starostou rady je רני אידן - Rani Idan. Oblastní rada má velké pravomoci zejména v provozování škol, územním plánování a stavebním řízení nebo v ekologických otázkách.

## Seznam sídel
Oblastní rada Emek Chefer sdružuje celkem 44 sídel. Z toho je 9 kibuců, 27 mošavů, 6 společných osad a 3 další sídla.
| kibucy - Bachan - Ejn ha-Choreš - Giv'at Chajim Ichud - Giv'at Chajim Me'uchad - ha-Ma'apil - ha-Ogen - Jad Chana - Ma'abarot - Mišmar ha-Šaron | mošavy - Achituv - Avichajil - Be'erotajim - Bejt ha-Levi - Bejt Cherut - Bejt Janaj - Bejt Jicchak-Ša'ar Chefer - Bitan Aharon - Burgeta - Eljašiv - Gan Jošija - Ge'ulej Tejman - Giv'at Šapira - Hadar Am - Chani'el - Chavacelet ha-Šaron - Cherev le-Et - Chibat Cijon - Chogla - Kfar ha-Ro'e - Kfar Chajim - Kfar Jedidja - Kfar Monaš - Kfar Vitkin - Michmoret - Oleš - Omec | společné osady - Bat Chefer - Bat Chen - Bejt Chazon - Chofit - Šošanat ha-Amakim - Cukej Jam | ostatní sídla - Mevo'ot Jam - Midrešet Ruppin - Ne'urim |

## Demografie
K 31. prosinci 2014 žilo v Oblastní radě Emek Chefer 41 100 obyvatel. Z celkové populace bylo 40 200 Židů. Včetně statistické kategorie "ostatní" tedy nearabští obyvatelé židovského původu, ale bez formální příslušnosti k židovskému náboženství jich bylo 40 800.
| Rok            | 1961   | 1972   | 1983   | 1995   | 2006   | 2008   | 2009   | 2010   | 2011   | 2012   | 2013   | 2014   |
| -------------- | ------ | ------ | ------ | ------ | ------ | ------ | ------ | ------ | ------ | ------ | ------ | ------ |
| Počet obyvatel | 16 700 | 20 400 | 22 400 | 23 800 | 33 500 | 35 500 | 36 800 | 37 600 | 39 000 | 39 500 | 40 200 | 41 100 |